# Cena Augusta Perreta

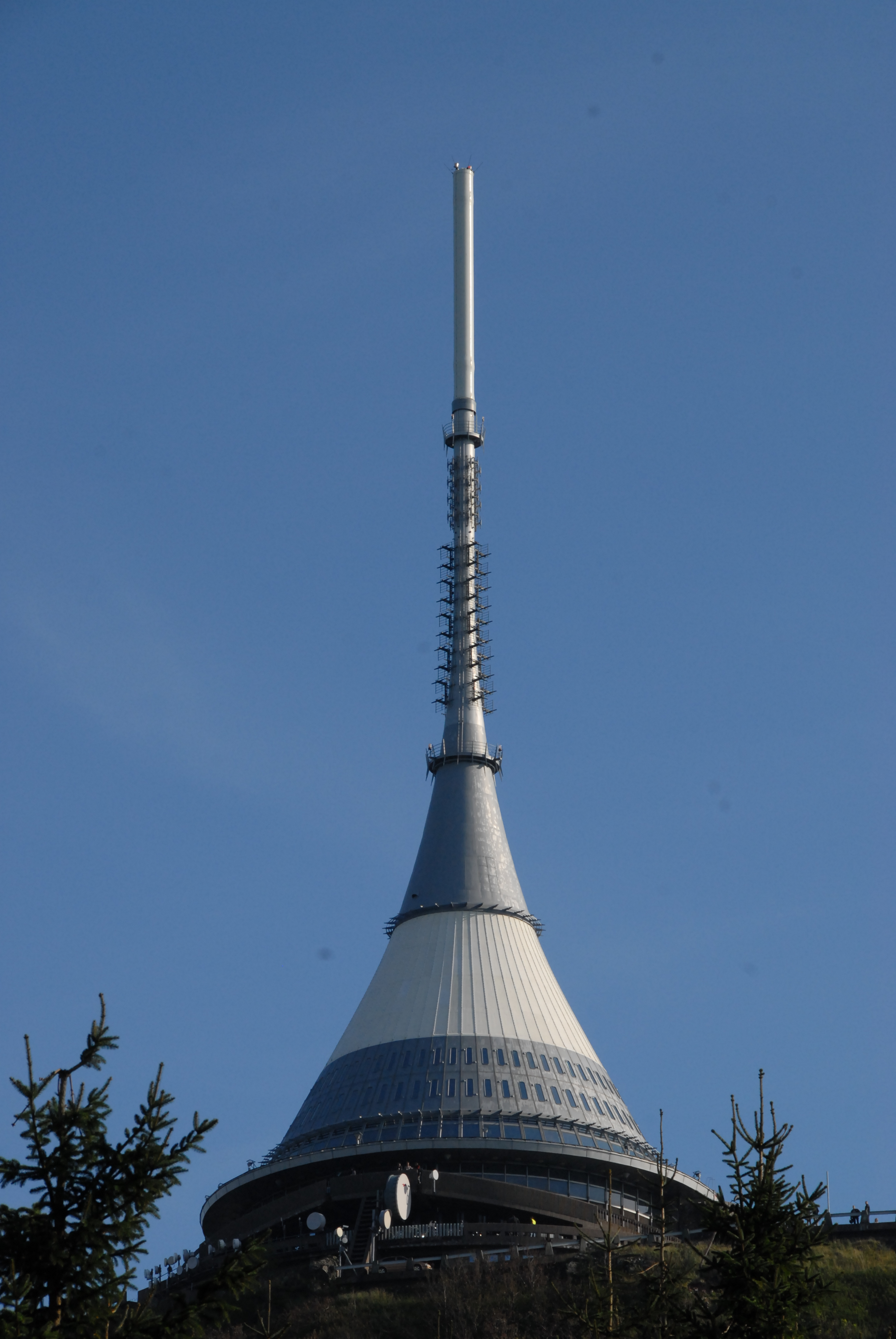
Stavba na vrcholu Ještědu, za níž Karel Hubáček – jediný český laureát – ocenění získal

Cena Augusta Perreta (v originále Auguste Perret Prize či Prix Auguste Perret) je ocenění udělované Mezinárodním svazem architektů (UIA) pojmenované po francouzském architektovi a staviteli Augustu Perretovi (1874–1954). Jsou jím dekorováni architekti dosahující mezinárodního věhlasu nebo využívající ve svém díle moderní technologie. Prvně byla cena udělena v roce 1961 a od té doby jsou architekti oceňováni vždy v pravidelných tříletých (do roku 1969 dvouletých) periodách.

## Přehled oceněných
Ocenění bylo uděleno:
| Rok udělení | Vítěz                         | Národnost          |
| ----------- | ----------------------------- | ------------------ |
| 1961        | Félix Candela                 | Mexiko             |
| 1963        | Kunio Mayekawa                | Japonsko           |
| 1963        | Jean Prouvé                   | Francie            |
| 1965        | Hans Scharoun                 | Německo            |
| 1967        | Frei Otto                     | Německo            |
| 1967        | Rolf Gutbrod                  | Německo            |
| 1969        | Karel Hubáček                 | Československo     |
| 1972        | Emilio Pérez Piñero           | Španělsko          |
| 1975        | Arthur Erickson               | Kanada             |
| 1978        | Kiyonori Kikutake             | Japonsko           |
| 1978        | Renzo Piano                   | Itálie             |
| 1978        | Richard Rogers                | Itálie             |
| 1981        | Günter Behnisch               | Německo            |
| 1984        | Joao Batista Vilanova Artigas | Brazílie           |
| 1987        | Santiago Calatrava            | Španělsko          |
| 1990        | Adrien Fainsilber             | Francie            |
| 1993        | KHR AS arkitekten             | Dánsko             |
| 1996        | Thomas Herzog                 | Německo            |
| 1999        | Ken Yeang                     | Malajsie           |
| 2002        | Norman Foster                 | Spojené království |
| 2005        | Werner Sobek                  | Německo            |
| 2008        | Françoise-Hélène Jourda       | Francie            |
| 2011        | Shigeru Ban                   | Japonsko           |
| 2014        | Cena neudělena.               | Cena neudělena.    |
| 2017        | Nikolaj Šumakov               | Rusko              |
| 2021        | Anupama Kundoo                | Indie              |
| 2021        | Rudy Ricciotti                | Francie            |
| 2023        | Philip F. Yuan                | Čína               |